# 1588
| 1588               |
| ------------------ |
| Dødsfald - Fødsler |
|                    |

| Gregoriansk kalender | 1588 MDLXXXVIII         |
| Ab urbe condita      | 2341                    |
| Armensk kalender     | 1037 ԹՎ ՌԼԷ             |
| Kinesiske kalender   | 4284 – 4285 丁亥 – 戊子 |
| Etiopisk kalender    | 1580 – 1581             |
| Jødisk kalender      | 5348 – 5349             |
| Hindukalendere       |                         |
| - Vikram Samvat      | 1643 – 1644             |
| - Shaka Samvat       | 1510 – 1511             |
| - Kali Yuga          | 4689 – 4690             |
| Iransk kalender      | 966 – 967               |
| Islamisk kalender    | 996 – 997               |

Konge i Danmark: Frederik 2. 1559-1588 og Christian 4. 1588-1648
Se også 1588 (tal)

## Begivenheder

### Udateret
- Året er udnævnt til Annus Mirabilis (forunderligt år).
- Et af datidens største byggerier, Slangerup Kirke, står færdigt.
- Christian IV bliver udvalgt konge blot 11 år gammel. Der indsættes en formynderregering ledet af rigskansleren Niels Kaas. Han krones først 1596

### Maj
- 28. maj - den spanske armada bestående af 130 skibe og 30.000 mand lægger ud fra Lissabon mod den Engelske Kanal

### Juli
- 19. juli - Den spanske armada når frem til den Engelske Kanal
- 29. juli – Engelske Lord Howard og Francis Drake slår den uovervindelige spanske Armada på mere end 130 skibe ud for Plymouth.

## Født
- 5. april – Thomas Hobbes, engelsk filosof (død 1679).
- 13. maj - Ole Worm, dansk polyhistor (død 1654).

## Dødsfald
- 4. april – Frederik II dør på Antvorskov Kloster.